# بسامه موچو
بسامه موچو یا مرا فراوان ببوس (به اسپانیایی: Bésame Mucho) نام ترانه‌ای مکزیکی و به زبان اسپانیایی ست که در سال ۱۹۴۰ و توسط کونسوئلو ولاسکس ساخته شد. بسامه موچو معروفترین ترانه گونه بولیرو است که بیش از هر ترانه مکزیکی دیگری در دنیا بازخوانی شده است. در سال 2001 این ترانه در تالار جوایز گرمی لاتین جای گرفت.

## الهام
ولاسکس خود درباره الهام این ترانه گفته است که آن را زمانی ساخت که هنوز بوسیده نشده بود و شنیده بود که بوسیدن گناه است.

## اجراها
بسامه موچو نخستین بار توسط امیلیو توئرو ضبط شد و اجرای لوچو گاتیکا آن را مشهور کرد. سانی اسکایلر نسخه انگلیسی بسامه موچو که از نظر معنایی با نسخه اسپانیایی آن متفاوت است را سرود که این شعر توسط خوانندگانی همچون دین مارتین، مایکل بوبله، نت کینگ کول و بیتلز بازخوانی شد. گرچه اولین اجرای انگلیسی آن توسط پدرو اینفانته و در سال ۱۹۵۰ انجام شد.
از دیگر اجراهای آن می‌توان به اجرای گروه دیو بروبک کورتت، لوچیانو پاواروتی، شارل آزناور، دالیدا، مارک لاووئن، ادیت پیاف، میری ماتیو، لویی آرمسترانگ، بیل ایوانز، استن گتز و اجرای آندره بوچلی اشاره کرد.